# The Mississippi Gambler (pel·lícula de 1929)
The Mississippi Gambler és una pel·lícula estatunidenca muda dirigida per Reginald Barker estrenada el 3 de novembre de 1929 a Nova York i ambientada en una barcassa del Mississipi. Produïda per la Universal Pictures Corp. es va filmar per aprofitar l'èxit d'una pel·lícula anterior, Show Boat amb el mateix actor i probablement aprofitant el mateix vaixell. La pel·lícula no va tenir una gran acollida per part de la crítica.

## Argument
Jack Morgan, un atractiu jugador professional que es dedica a plomar cavallers rics en les barcasses que ressegueixen el Mississipi. Amb l'ajuda d'una còmplice, guanya una gran suma de diners en una partida de pòquer al Coronel Junius Blackburn de Memphis. Aquells diners no eren seus sinó que se li havien estat confiats. Mentre Blackburn es retira a la seva cabina, la seva filla Lucy es troba amb Morgan, de qui està enamorada, i li mostra un medalló. Aquest abans havia estat de la seva mare i de la seva àvia, i així durant generacions i cadascuna l'havia regalat al seu marit. Així ella també pensa donar-lo a aquell home del qual s'enamori. Suzette, consumida per la gelosia, explica a Lucy que Jack ha pres tots els diners al seu pare i que vigili que no es suïcidi per desesperació. Lucy demana a Jack Morgan que torni els diners al seu pare però ell s'hi nega. Alternativament, Morgan proposa a Lucy de jugar amb ella per tal de recuperar els diners. Si perd ella esdevindrà la seva amant. Lucy, desesperada pel seu pare, accepta. Tot i tenir tres asos enfront dels reis d'ella, fa veure que ha perdut i torna els diners a Lucy. Aquesta, en adonar-se’n i en prova del seu amor, li envia a través d'un criat el seu medalló en el moment en què ell abandona la barcassa.

## Repartiment
- Joseph Schildkraut (Jack Morgan)
- Joan Bennett a Disraeli (pel·lícula de 1929) Joan Bennett (Lucy Blackburn)

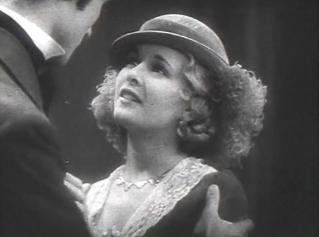
Joan Bennett a Disraeli (pel·lícula de 1929)

- Carmelita Geraghty (Suzette Richards)
- Alec B. Francis (Junius Blackburn)

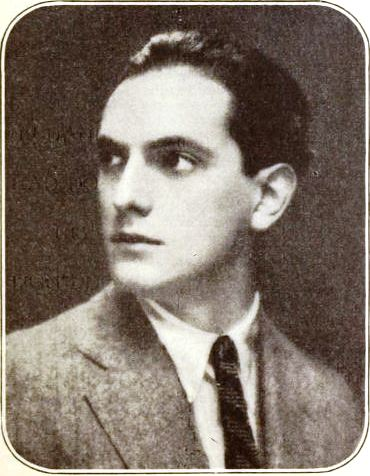
Joseph Schildkraut al novembre de 1921

- Joseph Schildkraut al novembre de 1921Otis Harlan (Tiny Beardsley)
- William Welsh (Captain Weathers)

## Fitxa tècnica
- Producció: Universal Pictures Corp.
- Distribució: Universal Pictures Corp.
- Nacionalitat: EUA

- Direcció: Reginald Barker
- Guió: Karl Brown (història), Leonard Fields (història), Edward T. Lowe Jr. (guió) Winifred Reeve (diàlegs), H.H. Van Loan (diàlegs) i Dudley Early (títols).
- Director de fotografia: Gilbert Warrenton (pel·lícula en blanc i negre)
- Muntatge: R.B. Wilcox
- So: Joseph R. Lapis (sistema de so Movietone)[3]
- Idioma original: anglès
- Música: “Father Mississipi” (lletra de L. Wolfe Gilbert; música de Harry Akst)
- Durada: 57 minuts (7 bobines)